# Mustapha Jarju
Mustapha Alasan Jarju, dit Toubabo, né le 18 juillet 1986, est un footballeur gambien. Il évolue au poste de milieu offensif.

## Clubs
- 1996-2000 : Reggae Boys  Gambie
- 2000-2004 : Wallidan FC  Gambie
- 2004-2005 : Racing Star  Gambie
- 2005-2006 : Steve Biko FC  Gambie
- 2006-2008 : Lierse SK  Belgique
- 2008-2011 : RAEC Mons  Belgique
- 2011 : Whitecaps de Vancouver  Canada
- 2012-2014 : RAEC Mons  Belgique